# ナンセンス (お笑い)
ナンセンスは日本の漫才コンビ。岸野猛（元・ナンセンストリオ）と原田健二（元・トリオスカイライン）の2人のコンビであった。

## 経歴
1964年よりナンセンストリオとして活動（当時のメンバーは江口明、岸野、前田隣）。江口が脱退し、1973年頃に原田が加入。原田、岸野、前田のトリオとなる。その後1976年までに前田が脱退し、和泉和助が加入。1979年和泉が脱退し原田、岸野のコンビとなる（漫才協会のホームページではこの時結成としている）。
その後長く東京漫才のベテランとして活動してきたが、原田の病気により2018年解散。原田は翌2019年死去。岸野はピン芸人として活動していたが、2022年に死去した。

## メンバー
- 岸野 猛（きしの たけし、本名：伊東 正弘、1935年5月 - 2022年4月30日）東京府東京市（現・東京都）世田谷区出身。

解散後は2019年より漫談で活動していた。
- 原田 健二（はらだ けんじ、本名：柿崎 清二、1935年1月18日 - 2019年3月16日）秋田県出身。

農家の次男として生まれ、高校卒業後に上京。1956年劇団若草に入り、その後浅草の東洋興行に加入。1964年から1971年までトリオスカイラインとして活動。
1973年ナンセンストリオに加入し、1979年より岸野とのコンビとなる。2018年浅草フランス座演芸場東洋館での舞台の際、セリフが出なくなり体調不良により漫才協会を退会。2019年3月16日、肺がんのため埼玉県で死去。84歳没。

## エピソード
- 岸野は耳が遠く、原田は認知症が進んでいるため漫才のやりとりが思うように行かず、受けていたとナイツが公開している[6]。

## 出演番組
- 真打ち競演（NHKラジオ第一）
- 年忘れ漫才競演（NHK）
- たけしの健康エンターテインメント!みんなの家庭の医学（テレビ朝日系、2016年8月2日）